# Ред и закон (2. сезона)
Друга сезона серије Ред и закон је премијерно емитована на каналу НБЦ од 17. септембра 1991. године до 12. маја 1992. године и броји 22 епизоде.

## Опис
Пол Сорвино је заменио Џорџа Зундзу на почетку ове сезоне.

## Улоге

### Главне
- Пол Сорвино као Фил Серета
- Крис Нот као Мајк Логан
- Ден Флорек као Дон Крејген
- Мајкл Моријарти као ИПОТ Бен Стоун
- Ричард Брукс као ПОТ Пол Робинет
- Стивен Хил као ОТ Адам Шиф

### Епизодне
- Керолин Мекормик као др. Елизабет Оливет (Епизоде 1, 4, 8-9, 12, 14-15, 17)

## Епизоде
| Бр. у серији | Бр. у сезони | Назив                  | Редитељ                | Сценариста                                                                               | Пpемијерно емитовање | Пpод. код | Гледаност у САД-у (милиони) |
| --- | ------------ | ---------------------- | ---------------------- | ---------------------------------------------------------------------------------------- | -------------------- | --------- | --------------------------- |
| 23 | 1            | "Признање"             | Фред Гербер            | Мајкл Дуган и Роберт Палм                                                                | 17. септембар 1991.  | 67416     | 16.40                       |
| Логан извлачи признање под претњом пиштоља од Данијела Магдана млађег, човека осумњиченог за убиство Макса Гривија при чему је угрозио тужбу Стоуну. Логан такође упознаје свог новог ортака Фила Серету и одлази на разговоре код психологиње др. Елизабет Оливет. |              |                        |                        |                                                                                          |                      |           |                             |
| 24 | 2            | "Плате љубави"         | Ед Шерин               | Синопис: Ед Зукерман Сценарио: Роберт Стјуарт Нејтан и Ед Зукерман                       | 24. септембар 1991.  | 67405     | 16.60                       |
| Извесна Мелани Кален тврди да је патила од изузетног осећајног поремећаја кад је убила свог бившег супруга и његову младу љубавницу у кревету. Тужилаштво верује да њен син може да открије истину о случају. |              |                        |                        |                                                                                          |                      |           |                             |
| 25 | 3            | "Арија"                | Дон Скардино           | Синопис: Кристин Рум Сценарио: Мајкл С. Чернучин                                         | 1. октобар 1991.     | 67411     | 18.90                       |
| Млада глумица је умрла због прекомерне количине дроге. Истрага је открила да ју је њена строга мајка можда отерала у самоубиство терајући је да глуми у порно-филму. Тужилаштво је подигло тужбу против ње. |              |                        |                        |                                                                                          |                      |           |                             |
| 26 | 4            | "Лудница"              | Кристофер Сигел-Табори | Синопис: Кети Мекормик Сценарио: Роберт Палм                                             | 8. октобар 1991.     | 67409     | 20.80                       |
| Када је један бескућник осуђен за убиство, његов заступник је покренуо жалбу на основу Четврте допуне, тврдећи да му је противзаконито и без налога претресена имовина. |              |                        |                        |                                                                                          |                      |           |                             |
| 27 | 5            | "Бог благословио децу" | Е. В. Свакхамер        | Дејвид Блек и Роберт Стјуарт Нејтан                                                      | 22. октобар 1991.    | 67404     | 15.10                       |
| Брачном пару Ненси и Тед Дрискол, којима верских уверења забрањују здравствену негу, суди се јер су дозволили да им ћерка умре од упале грла. Стоунова тужба зависи од тога да ли је један или оба родитеља желео да позове лекарску помоћ. Истрага открива још два важне чињенице: 1. да је у ноћи кад је девојчица умрла мајка је пила (такође против верских уверења пара), а 2. да је пар имао још једно дете које је умро под сличним околностима. |              |                        |                        |                                                                                          |                      |           |                             |
| 28 | 6            | "Погрешно схаватање"   | Данијел Секим          | Синопис: Мајкл С. Чернучин Сценарио: Мајкл С. Чернучин и Мајкл Дуган                     | 29. октобар 1991.    | 67410     | 18.50                       |
| Пљачка трудне тајнице једног заступника Ејми Њухаус доводи до оптужби против њеног послодавца Дејвида Алкота за напад која је подигнута када је добила спонтани побачај. Временски след потврђује кад је дете зачето, а прељуба послодавца и тајнице уклања послодавца као осумњиченог. Сумња се пребацуе на тајницу и њеног дечка Кристофера Бејлора (заступника који је избачен из коморе) када је прислушкивање открило да је пар намера да прво послодавац буде кривично одговоран за убиство детета, а друго, да туже послодавца због насилне смрти. У почетку изгледа да је фетус у доби због које оптужба за убиство може бити доведена у питање. За основно питање се испоставља да је мач са две оштрице: 1. да ли је осумњичени могу бити осуђени јер познају и закон и његово значење и 2. чак и ако се осумњиченима не могу по закону осудити за убиство детета, да ли они могу бити осуђени за лакше кривично дело, односно покушај убиства. |              |                        |                        |                                                                                          |                      |           |                             |
| 29 | 7            | "У знак сећања"        | Ед Шерин               | Синопис: Дејвид Блек и Роберт Стјуарт Нејтан Сценарио: Дејвид Блек и Сајбан Бајрн        | 5. новембар 1991.    | 67413     | 18.10                       |
| костур дечака који је нестао пре 30 година пронађен је у једној згради, а проналазак убице може да утиче на способност др. Оливет да открије потиснута сећања на тај догађај код могућег сведока. |              |                        |                        |                                                                                          |                      |           |                             |
| 30 | 8            | "Ван коктроле"         | Џон Вајтсел            | Синопис: Џек Ричардсон Сценарио: Дејвид Блек и Роберт Стјуарт Нејтан                     | 12. новембар 1991.   | 67403     | 19.30                       |
| Једна запослена жена, Андреа Ферми тврди да су је два члана братства силовала током Ноћи вештица, али за откривање истине се испоставља да је тешко јер остали чланови братства минирају истрагу, а сексуални живот жене је откривен. |              |                        |                        |                                                                                          |                      |           |                             |
| 31 | 9            | "Одрицање"             | Гвен Арнер             | Мајкл С. Чернучин и Џо Моргенстерн                                                       | 19. новембар 1991.   | 67414     | 16.00                       |
| Средњошколац Рој Пек мл. који је у вези са једном својом професорком је оптужен за убиство њеног супруга. Да ли га је жена искористила и сместила му или је момак био опседнут и починио убиство на своју руку? |              |                        |                        |                                                                                          |                      |           |                             |
| 32 | 10           | "Небо"                 | Ед Шерин               | Синопис: Ненси Ен Милер и Роберт Палм Сценарио: Роберт Палм                              | 26. новембар 1991.   | 67415     | 19.10                       |
| Пожар у друштвеном клубу хиспано-американаца у ком је изгинуло 35-оро људи повезан је са једним моћним Кубанцем, агентом ИЦС-а, и продајом лажних зелених картона. |              |                        |                        |                                                                                          |                      |           |                             |
| 33 | 11           | "Његових пет минута"   | Стив Коен              | Роберт Нејтан и Џајлс Блант                                                              | 10. децембар 1991.   | 67407     | 18.30                       |
| Смрзнути леш бродвејског продуцента Џоша Фостера пронађен је после пет година. Стоун сумња да су покровитељ серије и продуцентова вереница умешани, али што време више пролази то је теже открити побуду. |              |                        |                        |                                                                                          |                      |           |                             |
| 34 | 12           | "Убиство звезде"       | Ед Шерин               | Синопис: Роберт Нејтан и Сали Немет Сценарио: Дејвид Блек и Алан Гелб                    | 7. јануар 1992.      | 67406     | 21.30                       |
| Опседнути обожавалац Џеси Ангер оптужен је за свирепо убиство звезде сапуница. Током суђења је тврдио да му је неки глас у глави говорио да је убије. |              |                        |                        |                                                                                          |                      |           |                             |
| 35 | 13           | "Прекид"               | Џим Фроли              | Синопис: Мајкл С. Чернучин и Вилијам Н. Фордс Сценарио: Мајкл Дуган и Вилијам Н. Фордс   | 14. јануар 1992.     | 67418     | 17.40                       |
| Стоун и Робинет гоне пословног човека, његовог заступника и плаћеника којег је наводно унајмио када су два мушкарца убијена, а цинкарош који је планирао да сведочи против њега нестао. |              |                        |                        |                                                                                          |                      |           |                             |
| 36 | 14           | "Крв није вода"        | Питер Левин            | Синопис: Ед Зукерман Сценарио: Роберт Нејтан и Ед Зукерман                               | 4. фебруар 1992.     | 67422     | 17.60                       |
| Џонатан Рајдер из старе богате њујоршке породице оптужен је за убиство своје супруге Лоис због прељубе. Човек са којим се виђала невољно сведочи, а случај се темељи на позитивном препознавању породичног наслеђа. |              |                        |                        |                                                                                          |                      |           |                             |
| 37 | 15           | "Поверење"             | Данијел Секим          | Синопис: Рене Балкер Сценарио: Мајкл Дуган и Рене Балкер                                 | 11. фебруар 1992.    | 67417     | 17.60                       |
| Један младић, Џејми Месер, признаје да је убио у школског друга, али тврди да је то био несрећан случај. Детективи такође откривају да је он одговоран за слично упуцавање две године раније, али је досије запечаћен. |              |                        |                        |                                                                                          |                      |           |                             |
| 38 | 16           | "Освета"               | Данијел Секим          | Синопис: Мајкл С. Чернучин и Рене Балкер Сценарио: Мајкл С. Чернучин и Питер С. Гринберг | 18. фебруар 1992.    | 67420     | 19.20                       |
| Родитељи убијене Џуди Брејм на Менхетнну покушавају да случај пребаце у Конектикат како би могли да се спроведе смртна казна против оптуженог за ког се сумња да је низни убица. |              |                        |                        |                                                                                          |                      |           |                             |
| 39 | 17           | "Mилосрдне сестре"     | Фред Гербер            | Синопис: Рене Балкер и Роберт Палм Сценарио: Рене Балкер                                 | 3. март 1992.        | 67423     | 16.40                       |
| Тинејџерка наркоманка тврди да ју је једна калуђерица злостављала на клиници, али истрага је довела до оптужбе за силовање против директора клинике. |              |                        |                        |                                                                                          |                      |           |                             |
| 40 | 18           | "Од колевке до гроба"  | Џејмс Фроли            | Роберт Нејтан и Сали Немет                                                               | 31. март 1992.       | 67424     | 18.10                       |
| У болници је пронађена смрзнута беба. Случај је довео до могућности да је настојник зграде у којој су мајка и дете живели платио људе да искључе грејање и малтретирали суседе како би се одселили. |              |                        |                        |                                                                                          |                      |           |                             |
| 41 | 19           | "Плодно тло"           | Ед Шерин               | Мајкл С. Чернучин и Рене Балкер                                                          | 7. април 1992.       | 67425     | 17.50                       |
| Леш свирепо спаљеног златара Јевреја Езре Шора пронађен је на улици. Докази у почетку наводе да би то могао да буде злочин из мржње који је починила скупина црнаца, али је касније откривена пословна побуда. |              |                        |                        |                                                                                          |                      |           |                             |
| 42 | 20           | "Нетрпељивост"         | Стивен Робмен          | Роберт Нејтан и Сали Немет                                                               | 14. април 1992.      | 67426     | 14.90                       |
| Награђивани средњошколац Тимоти Чонг је убијен. докази упућују на љубоморну породицу другог средњошколца. |              |                        |                        |                                                                                          |                      |           |                             |
| 43 | 21           | "Тишина"               | Ед Шерин               | Синопис: Рене Балкер и Мајкл С. Чернучин Сценарио: Рене Блакер и Мајкл Дуган             | 28. април 1992.      | 67427     | 11.10                       |
| Посланик Џејмс Вогел је пронађен мртав на улици, а истрага је открила да су га уцењивали јер је био педер. Међутим, послаников јако моћни отац Едвард не би да сарађује да се не би открило да му је син био педер. |              |                        |                        |                                                                                          |                      |           |                             |
| 44 | 22           | "Радна снага"          | Данијел Секим          | Синопис: Роберт Палм Сценарио: Вилијам Н. Фордес и Роберт Палм                           | 12. мај 1992.        | 67428     | 12.10                       |
| Убиство "врхунског предузетника" Маршала Мекфедена је изгледа повезано са једном творницом у Бруклину коју је купио и затворио. Међутим, тужилаштво је открило бруку са једном штедионицом која досеже чак до једног бившег гувернера. |              |                        |                        |                                                                                          |                      |           |                             |